# Neobidessodes denticulatus
Neobidessodes denticulatus är en skalbaggsart som först beskrevs av Sharp 1882.  Neobidessodes denticulatus ingår i släktet Neobidessodes och familjen dykare. Inga underarter finns listade i Catalogue of Life.